# 세르브계 보스니아인
세르브계 보스니아인, 또는 세르브계 보스니아 헤르체고비나인은 보스니아 헤르체고비나를 구성하는 세르브인 민족으로 주로 스릅스카 공화국에 거주한다. 일부는 보스니아 헤르체고비나 연방에 거주한다.

## 인구
1996년에 있었던 마지막 UNHCR 인구 조사에서 보스니아 헤르체고비나의 세르브인들은 148만 4,530명(37.9%)를 차지했다. 대부분이 스릅스카 공화국, 보스니아 헤르체고비나 연방의 서보스니아주와 우나사나주에 거주한다. 보스니아 세르브인들은 지역적으로 널리 퍼져 살고 있다. 대부분은 세르비아 정교회를 믿지만, 일부는 무신론자이다. 대부분은 세르비아어의 이예카비아 방언을 사용한다.

## 같이 보기
- 보스니아인
- 보슈냐크인
- 크로아트계 보스니아인